# Trubtschewsk
Trubtschewsk (russisch Трубчевск) ist eine Stadt in der Oblast Brjansk (Russland) mit 15.014 Einwohnern (Stand 14. Oktober 2010).

## Geografie
Die Stadt liegt etwa 100 km südlich der Oblasthauptstadt Brjansk bei der Mündung des Flüsschens Nerussa am rechten Ufer der Desna, eines linken Nebenflusses des Dnepr.
Trubtschewsk ist Verwaltungszentrum des gleichnamigen Rajons.

## Geschichte

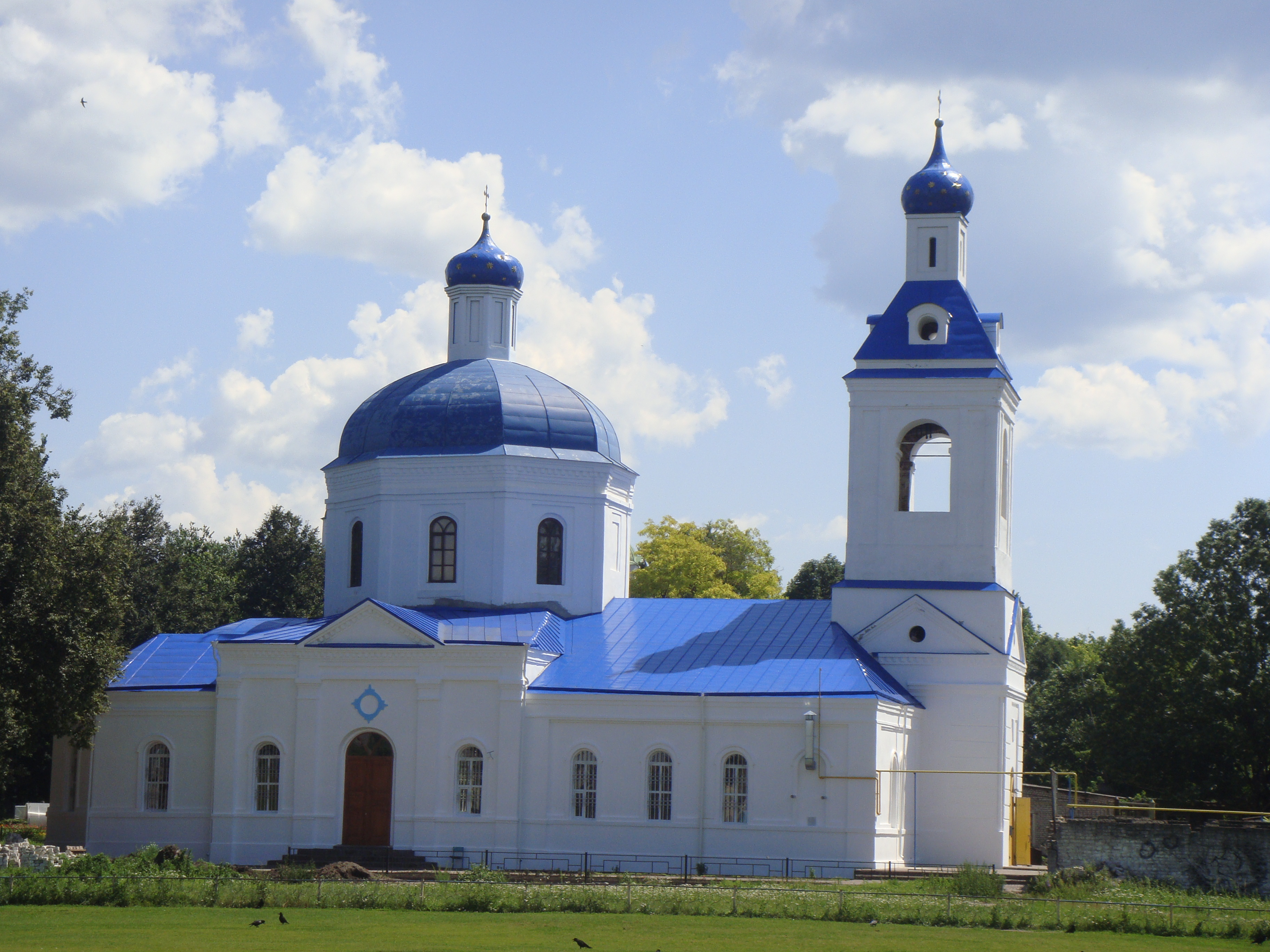
Pokrowskaja zerkow (Mariä-Schutz-und-Fürbitte-Kirche), 18. Jh.

Trubtschewsk entstand als eine der ältesten russischen Städte im Jahre 975. Erstmals urkundlich erwähnt wurde sie als Stadt im Fürstentum Tschernigow 1164 (nach anderen Angaben 1185 im Zusammenhang mit einem Feldzug gegen die Polowezer). In den Chroniken taucht die Stadt unter den Namen Trubetsch, Trubezk, Trubtschesk oder Trubesch auf, abgeleitet von einer altrussischen Bezeichnung einen (engen) Flusslauf, vgl. truba für Rohr.
Die Stadt war eine der bedeutendsten in Sewerien, ab dem 12. Jahrhundert Zentrum eines autonomen Lehnsfürstentums, bis sie 1240 von den Mongolen zerstört wurde.
Ab der zweiten Hälfte des 14. Jahrhunderts gehörte Trubtschewsk zum Großfürstentum Litauen, beherrscht von einer Nebenlinie der großfürstlichen Gediminas-Dynastie, dem sich nach der Stadt benennenden Fürstenhaus Trubezkoi, ab 1503 zum Großfürstentum Moskau, von 1609 bis 1644 zum Königreich Polen. Im 16. und 17. Jahrhundert war es Grenzstand zwischen dem Moskauer Staat und Polen-Litauen.
Vom 17. bin in das 19. Jahrhundert war Trubtschewsk für den Hanfanbau und die Produktion von Hanfstoffen und Hanföl bekannt. 1778 wurde das moderne Stadtrecht als Verwaltungszentrum eines Kreises (Ujesds) verliehen.
Im Zweiten Weltkrieg wurde Trubtschewsk am 9. Oktober 1941 von der deutschen Wehrmacht besetzt und am 18. September 1943 von Truppen der Brjansker Front der Roten Armee zurückerobert.

### Bevölkerungsentwicklung
| Jahr | Einwohner |
| ---- | --------- |
| 1897 | 7.416     |
| 1926 | 11.100    |
| 1939 | 8.345     |
| 1959 | 9.605     |
| 1970 | 12.079    |
| 1979 | 14.410    |
| 1989 | 16.301    |
| 2002 | 16.342    |
| 2010 | 15.014    |

Anmerkung: Volkszählungsdaten (1926 gerundet)

## Kultur und Sehenswürdigkeiten
Seit dem 19. Jahrhundert abseits der Hauptverkehrsströme gelegen, entwickelte sich die Wirtschaft der Stadt in Folge nur schwach, sodass sie ihren kleinstädtischen Charakter bis heute bewahren konnte. In Trubtschewsk sind die Dreifaltigkeitskathedrale (Троицкий собор/Troizki sobor) aus dem 16. Jahrhundert, die Christi-Verklärungs-Kirche (Преображенская церковь/Preobraschenskaja zerkow) aus dem 17. Jahrhundert, die Mariä-Schutz-und-Fürbitte-Kirche (Покровская церковь/Pokrowskaja zerkow) aus dem 18. Jahrhundert sowie aus dem 19. Jahrhundert die Eliaskirche (Ильинская церковь/Iljinskaja zerkow) und die Kirche der Darstellung des Herrn (Сретенская церковь/Sretenskaja zerkow) erhalten. Das älteste erhaltene Wohngebäude stammt aus dem 17. Jahrhundert.
Die Stadt besitzt ein Heimatmuseum und ein Planetarium.

## Wirtschaft und Infrastruktur
In Trubtschewsk gibt es ein Werk für Radioelektronik (Nerussa), Betriebe der Lebensmittel-, Textil- und holzverarbeitenden industrie sowie der Holzwirtschaft.
Die Stadt ist Endpunkt einer 36 Kilometer langen Eisenbahnstrecke, die in Susemka von der Strecke Moskau–Brjansk–Kiew abzweigt (nur Güterverkehr).

## Persönlichkeiten
- Iwan Petrow (1896–1958), Armeegeneral, geboren in Trubtschewsk
- Anastassija Wjalzewa (1871–1913), berühmte Operetten- und Romanzensängerin, geboren in Trubtschewsk